# Crisi di Agadir
La crisi di Agadir, detta anche seconda crisi marocchina, fu determinata nel 1911 dall'opposizione tedesca al tentativo della Francia di instaurare un protettorato sul Marocco. La reazione della Germania si manifestò con l'invio della nave cannoniera Panther nel porto marocchino di Agadir. La crisi si aggravò per la rivendicazione tedesca, in cambio di un protettorato francese sul Marocco, del Congo francese.
La crisi arrivò all'apice e terminò per l'intervento della Gran Bretagna che, condannando la politica della Germania, la portò a cedere e ad accettare come compenso solo una piccola parte del Congo francese. In questo modo la Gran Bretagna concluse il suo processo di avvicinamento politico alla Francia iniziato con l'Entente cordiale. Meno di un anno dopo, il 30 marzo 1912, con il trattato di Fez il Marocco accettava definitivamente il protettorato francese.

## Contesto storico

### La crisi di Tangeri e la Conferenza di Algeciras
Nel 1905 scoppiò la Crisi di Tangeri, detta anche prima crisi marocchina, che scaturì dall'accordo dell'Entente cordiale tra Francia e Gran Bretagna. Con questo accordo la Francia ebbe il nulla osta da parte della Gran Bretagna ad allargare la propria influenza sul Marocco. 
La Germania, per contrastare l'espansione francese e difendere i propri interessi, sostenne l'indipendenza marocchina. Così, il 31 marzo 1905, l'imperatore tedesco Guglielmo II attraccò a Tangeri con la nave di linea Hamburg e dichiarò la propria solidarietà al sultano Mulay 'Abd al-'Aziz. Inizialmente Guglielmo II non era favorevole alla visita, definendola un atto politico grave, ma fu poi convinto a partire dal suo Cancelliere Bernhard von Bülow.
Questa crisi diplomatica cessò con la Conferenza di Algeciras del 1906, in cui si riunirono tutte le potenze europee. Fu stabilito che alla Spagna e alla Francia fosse affidata la gestione delle forze di polizia, delle frontiere, delle dogane, e della Banca di Stato del Marocco. Questo nuovo concordato rappresentò una sconfitta politica per la Germania, dato che dovette accettare la parziale ingerenza francese negli affari del Paese nordafricano.

### L'inizio di una nuova crisi

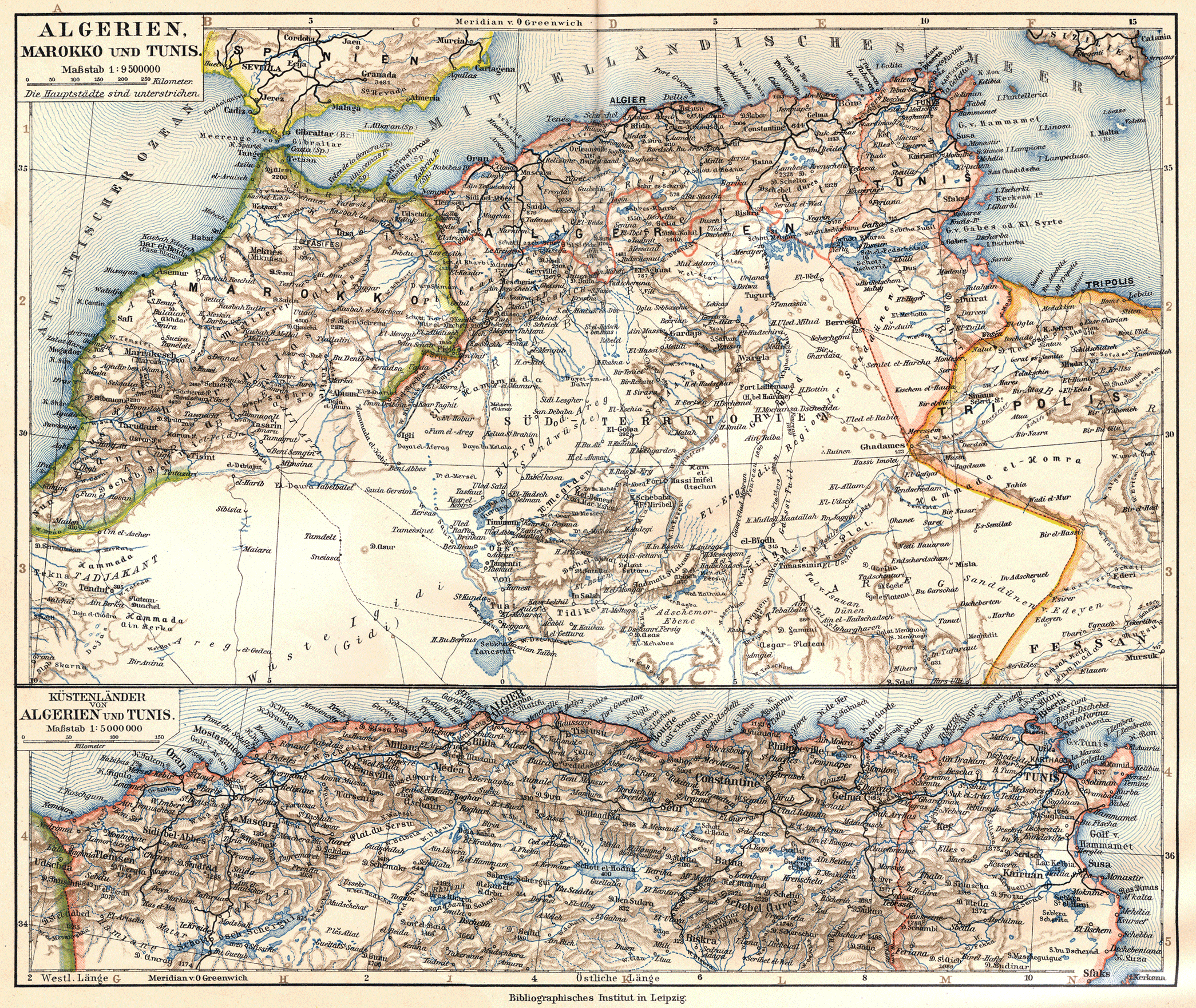
Una cartina tedesca del 1905 con Marocco a ovest, Algeria al centro e Tunisia a est.

In seguito alla Conferenza di Algeciras la Francia ottenne un primo successo diplomatico sulla colonizzazione del Marocco. La Germania dovette infatti riconoscere l'ingerenza della Francia negli affari del Paese africano.
Anche Guglielmo II sembrò rassegnarsi, perché nell'ottobre del 1908 affermò che la Germania non avrebbe avuto alcuna possibilità di fermare l'instaurazione di un protettorato francese in Marocco: «Per noi non c'è nulla da fare, il Marocco è destinato a diventare francese... La nostra politica marocchina si è finora rivelata un fallimento».
Questa politica di desistenza portò alcuni vantaggi economici: le industrie francesi Schneider-Creusot e il complesso tedesco della Krupp si accordarono per lo sfruttamento dei giacimenti minerari marocchini e il 9 febbraio 1909 fu stipulato il trattato coloniale franco-tedesco. Con questo accordo la Germania riconosceva la particolare posizione della Francia nel Paese e da parte loro i francesi si impegnavano a rispettare gli interessi economici tedeschi.
Tuttavia nel 1911 i francesi si resero conto che soltanto con un'azione di forza avrebbero potuto imporre un protettorato sul Marocco.
Il finanziere Joseph Caillaux, divenuto ministro delle Finanze a marzo, era disposto ad arrivare oltre e a servirsi dell'accordo del 1909 come punto di partenza per giungere ad una riconciliazione franco-tedesca a spese della Gran Bretagna. Nel corso di negoziati segreti, Caillaux ventilò al ministro degli Esteri tedesco Alfred von Kiderlen-Waechter la prospettiva di un generoso compenso alla Germania se questa avesse lasciato mano libera alla Francia sul Marocco.

## Gli eventi

### La ribellione marocchina e l'intervento francese
Negli stessi anni, Bou Hmara, pretendente al trono del Marocco, fra il 1902 e il 1909, estese la sua sfera d'influenza nella parte orientale del sultanato, in particolare nella città di Oujda e nei suoi sobborghi. Così, il sultano Mulay Abd al-Hafiz chiese alla Francia di intervenire militarmente per occupare la città. La Francia ne approfittò e il generale Hubert Lyautey, con il pretesto dell'assassinio del medico francese Emile Mauchamp, intervenne e occupò Oujda e la regione orientale del Paese nel 1907. L'azione portò alla rivolta delle tribù del Marocco orientale che nel marzo del 1911 arrivò alla capitale del sultanato, Fès. Nello stesso anno, La Francia, sostenendo di voler prevenire una guerra civile e di rafforzare l'autorità del sultano, intervenne su più larga scala, e il 21 maggio truppe francesi, sotto il comando del generale Charles Émile Moinier (1855-1919), entrarono in Marocco e occuparono Fès e Rabat con la giustificazione di dover proteggere le vite e le proprietà degli europei. Per non inimicarsi le tribù locali, il sultano Mulay Abd al-Hafiz negò di aver chiesto aiuto. Si mostrò tuttavia grato per la soppressione delle rivolte dirette contro il suo regime.

### L'intervento navale tedesco

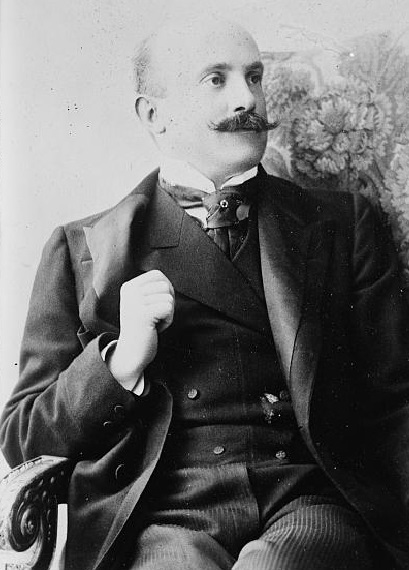
Il primo ministro francese Joseph Caillaux.

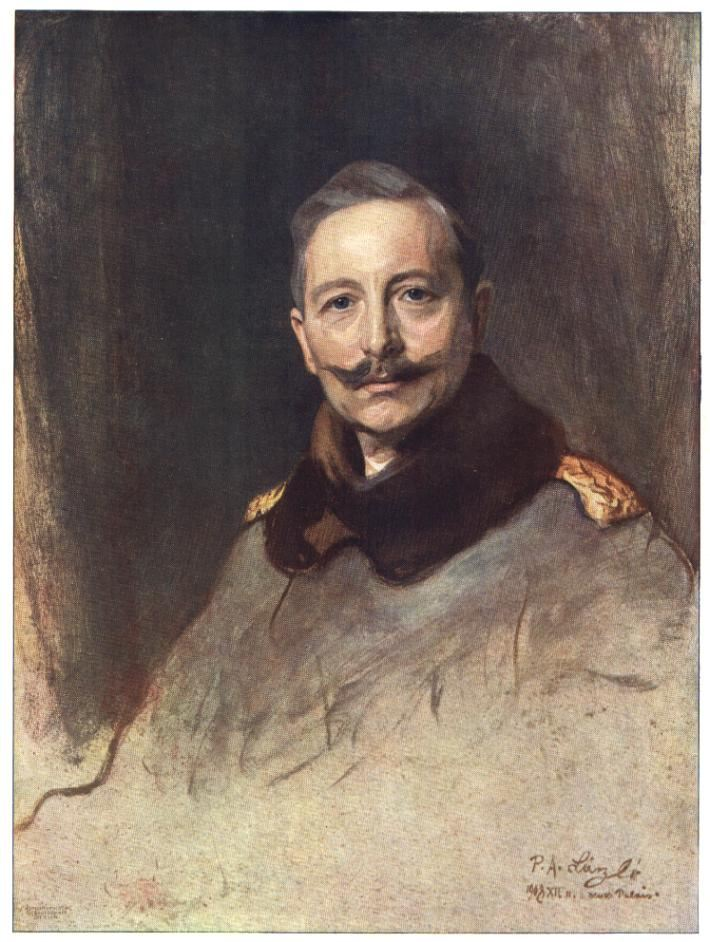
Guglielmo II ritratto nel 1908.

A questo punto Kiderlen si agitò e spinse il Cancelliere tedesco Theobald von Bethmann-Hollweg ad occupare un porto del Marocco per costringere Parigi a riprendere i negoziati. Venne scelto il porto di Agadir. Ma il Kaiser Guglielmo II respinse tale idea, dimostrandosi molto scettico sulla linea in politica estera seguita dal suo governo.
Il Kaiser, infatti, non sembrava entusiasta di aprire una nuova crisi internazionale, e in questo fu dissuaso anche dal re d'Inghilterra Giorgio V. Nello stesso maggio 1911 infatti Guglielmo II, a conclusione della sua visita per l'inaugurazione del monumento alla regina Vittoria a Londra, chiese a Giorgio V se i metodi francesi si conciliavano con il patto di Algeciras. Secondo quanto ricorda Guglielmo nelle sue memorie «il re rispose che, secondo lui, il concordato [di Algeciras], effettivamente, non esisteva più; la miglior cosa da farsi era di porlo in dimenticanza. In realtà, i francesi, aveva aggiunto [Giorgio V], al Marocco non facevano niente di dissimile da quello che gli inglesi a loro volta avevano fatto in Egitto. […] non rimaneva che riconoscere il fatto compiuto dell'occupazione, e venire ad accomodamenti con la Francia per delle garanzie commerciali».
Di diversa opinione e con altri progetti, il 19 giugno 1911, il ministro tedesco Kiderlen richiese alla compagnia Hamburg-Marokko di raccogliere delle firme fra le aziende che avevano interessi in Marocco affinché chiedessero protezione ufficiale. Due giorni dopo, tale petizione venne consegnata. Così, durante la settimana delle regate a Kiel, Kiderlen comunicò a Guglielmo II che aveva intenzione di ordinare alla nave cannoniera Panther, di ritorno dall'Africa occidentale, di fare rotta verso Agadir col suo equipaggio di 125 uomini. Il Kaiser dapprima dissentì, ma poi cedette. Il ministero degli Esteri tedesco aveva originariamente progettato di inviare ben due incrociatori ad Agadir e due a Mogador (oggi Essaouira), ma le navi non poterono essere disponibili per tempo e lo scopo della missione non venne comunque mai spiegato alle autorità navali tedesche. Per giustificare polticamente l'azione, il ministro chiese al direttore della compagnia Hamburg-Marokko-Gesellschaft Wilhelm Regendanz (1882-1955) di far raccogliere delle firme tra le aziende che avevano interessi in Marocco affinché chiedessero una protezione ufficiale. 
Nei giorni seguenti, il 21 e il 22 giugno, nella città termale tedesca di Bad Kissingen, Kiderlen ebbe un lungo colloquio con l'ambasciatore francese Jules Cambon (1845-1935), mentre in Francia moriva in un incidente aereo il ministro della guerra Maurice Berteaux (1852-1911). Questa fatalità portò il 27 alla formazione di un nuovo governo presieduto da Joseph Caillaux, sempre ben disposto verso la Germania. Durante i colloqui l'idea della compensazione fu subito discussa. I tedeschi chiedevano l'intero Congo Francese: l'idea era abbastanza sporpositata e dopo dieci giorni il governo di Parigi non aveva ancora avviato i negoziati ufficiali.
Il 1º luglio 1911, pertanto, la cannoniera tedesca Panther apparve al largo del porto di Agadir, con il pretesto di proteggere gli interessi economici tedeschi. Lo stesso giorno i vari governi interessati furono informati dalla Germania che la nave era lì per proteggere la vita "di alcuni mercanti amburghesi che risiedevano nella zona" e le aziende tedesche situate a sud del Marocco. Cosa abbastanza improbabile dato che Agadir era un porto chiuso e inaccessibile ai commercianti europei fin dal 1881. Il 4 luglio la Gran Bretagna fece partire una lettera di richiesta di chiarimenti alla Germania.

### Le reazioni iniziali

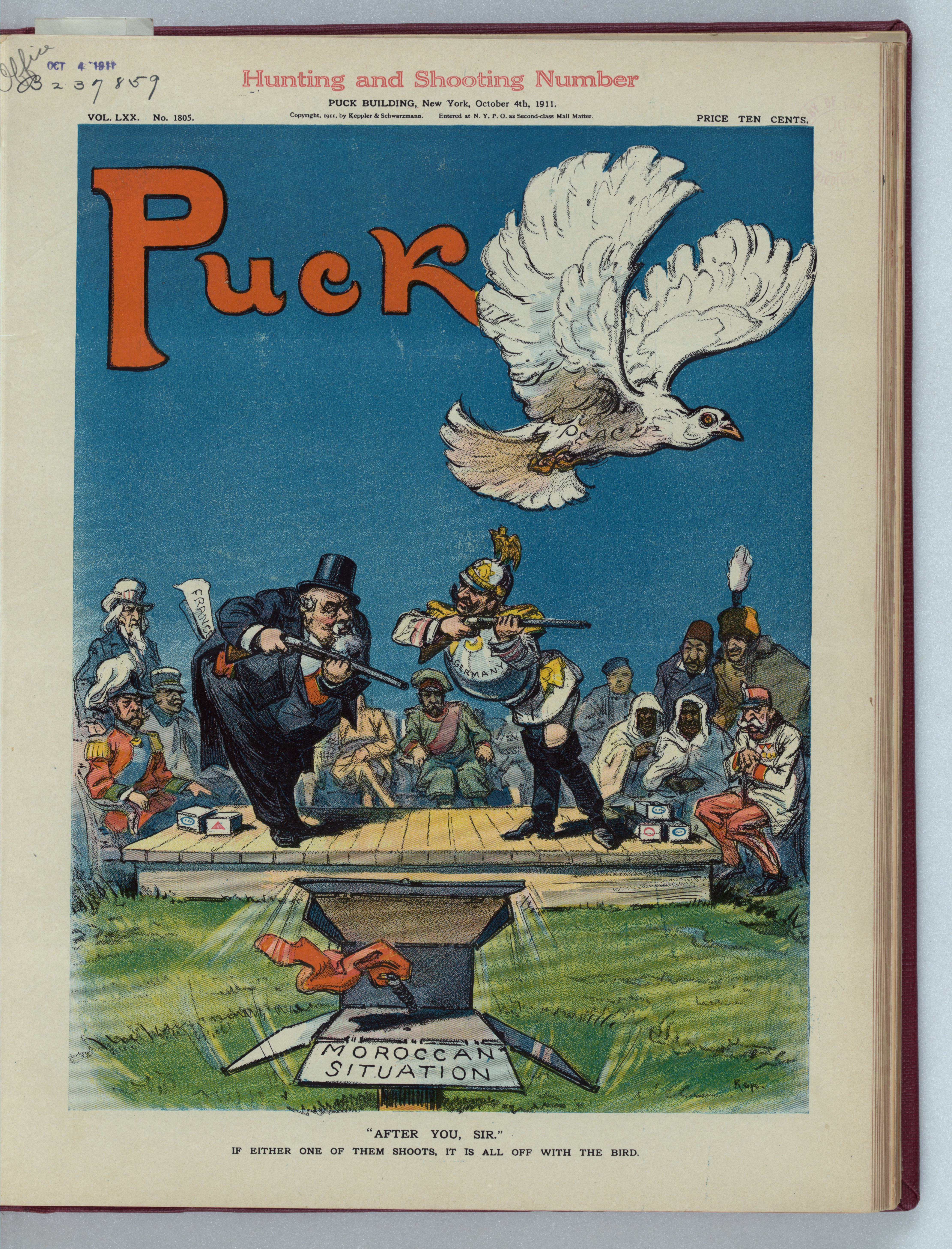
Il presidente francese Armand Fallières e Guglielmo II mirano alla colomba della pace sulla piattaforma della crisi Marocchina del 1911. Copertina dello statunitense Puck.

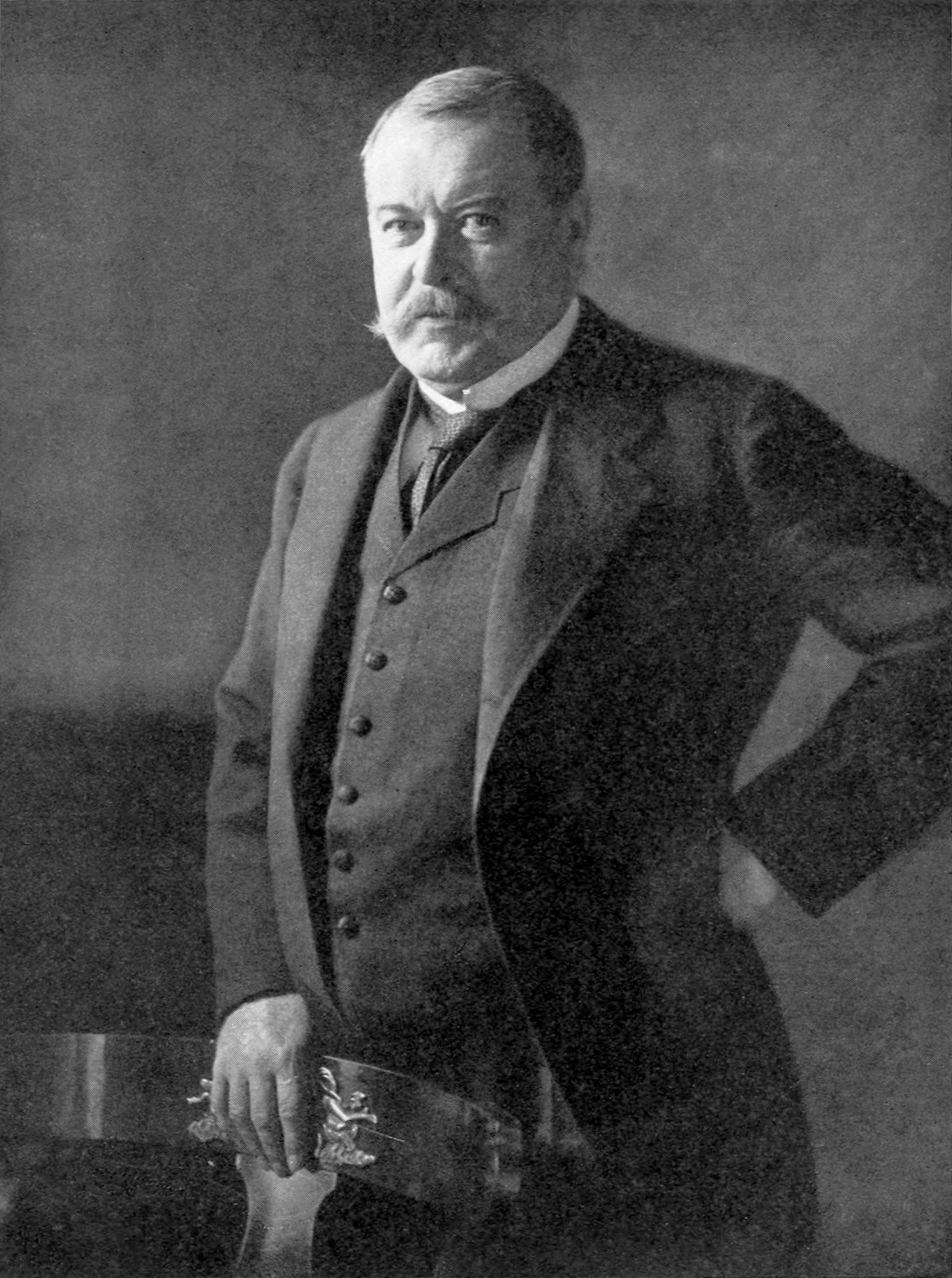
Il ministro degli Esteri tedesco Alfred von Kiderlen-Waechter.

Sui giornali tedeschi questo intervento fu celebrato con entusiasmo con titoli come "Westmarokko deutsch!"(Marocco occidentale tedesco!), "Hurra, eine Tat!" (Evviva, un atto!), "Wann werden wir marschieren?" (Quando marceremo?). L'esecutivo del Partito Socialdemocratico tedesco invitò invece a protestare contro l'imperialismo, contro le "le attività degli sciovinisti" e a manifestare per la pace. Nel settembre dello stesso 1911 il congresso del partito approvò una risoluzione che stabiliva l'impegno da parte della classe operaia tedesca a prevenire un'ipotetica guerra mondiale.
Dall'altro lato dello schieramento il neo-presidente del Consiglio francese Joseph Caillaux era perplesso. Mentre la sua nomina a primo ministro lo aveva messo in una migliore posizione per svolgere la sua politica di riconciliazione con la Germania, sapeva bene quale impopolarità avrebbe suscitato in Francia e nel suo governo tale politica. 
A Berlino, Kiderlen, dopo un invito francese ad avanzare le sue richieste, il 15 luglio propose che in cambio della rinuncia a ogni pretesa sul Marocco, la Germania ricevesse l'intero Congo francese e avvertì il cancelliere Bethman che, per ottenere tanto, Berlino doveva far sentire tutto il suo peso. Apparve chiaro che il governo tedesco aveva intenzione, con il Camerun che già possedeva, di porre le basi per un impero coloniale in Africa equatoriale, e che voleva indebolire l'Entente Cordiale mediante l'accomodamento con la Francia.
Quando Guglielmo II venne a conoscenza della portata della richiesta del suo ministro era in crociera in Norvegia. Ebbe subito la sensazione che una guerra con la Francia fosse alle porte e pensò di tornare in patria: «Non posso infatti permettere al mio governo di assumere un atteggiamento simile, senza che io sia sul luogo per esaminare attentamente le conseguenze, e prendervi parte. Sarebbe imperdonabile, non mi farebbe apparire altro che un sovrano costituzionale. Le roi s'amuse! E nel frattempo ci stiamo incamminando verso la mobilitazione. Una cosa del genere non deve avvenire in mia assenza».
In effetti, per tutta la storia, Kiderlen-Waechter non aveva fatto altro che intimorire la Francia. Il ministro tedesco sfruttò la convinzione che le dichiarazioni rese in una lettera d'amore fossero più degne di fede dei dispacci diplomatici. Fece quindi trapelare delle confidenze rese alla misteriosa “Madame Jonina”, sforzandosi così, e in ogni altro modo possibile, di far credere che la Germania avrebbe combattuto una guerra contro la Francia per il Marocco.

### Il discorso di Lloyd George

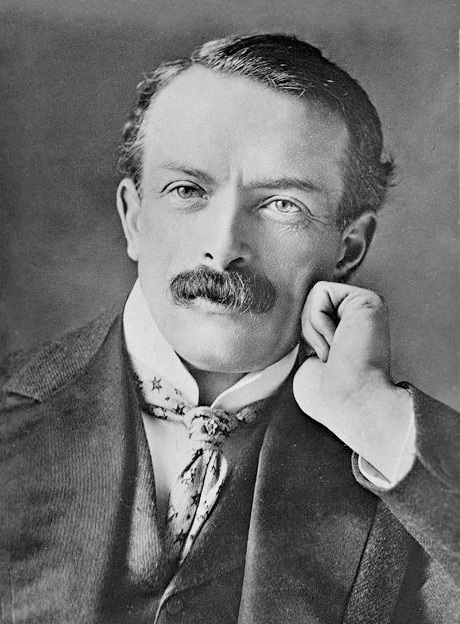
David Lloyd George fotografato nel 1911.

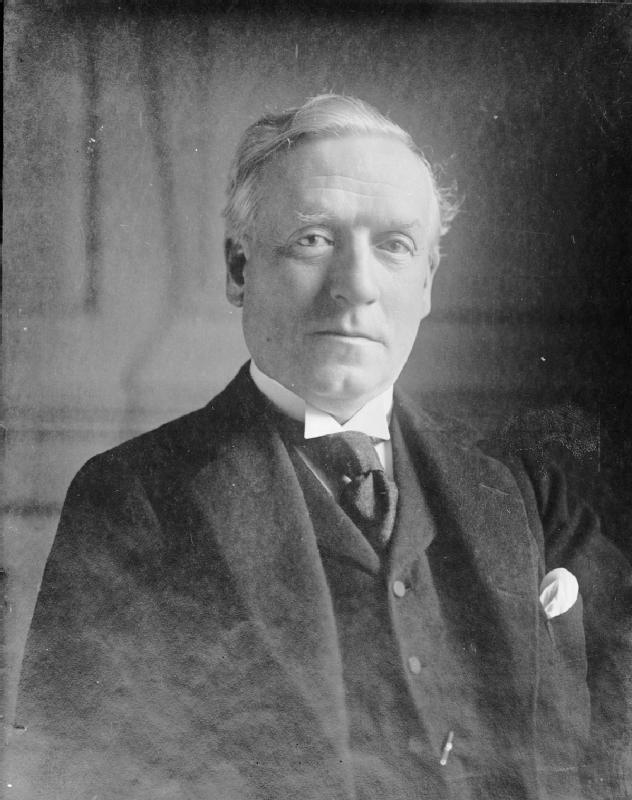
Herbert Henry Asquith, Primo ministro britannico durante la crisi.

In questa situazione il governo britannico di Herbert Henry Asquith, inizialmente, ritenne responsabile la Francia dell'innesco della crisi e che dovesse essere esortata a concedere terreno ai tedeschi. Ma quando informò i francesi che la Gran Bretagna avrebbe potuto accettare un'eventuale presenza tedesca in Marocco, la Francia rispose che con tale gesto la Gran Bretagna avrebbe violato l'accordo dell'Entente Cordiale.
Di sicuro l'Ammiragliato inglese era contrario all'idea che la Germania ottenesse un porto sull'Atlantico, mentre i politici temevano che venissero presi degli accordi franco-tedeschi sul Marocco, e chissà cos'altro, alle loro spalle. Si temeva, così come accadde durante la Crisi di Tangeri, che l'obiettivo della Germania fosse quello di stabilire una base navale nell'Atlantico che in caso di guerra avrebbe potuto influire sulle rotte marittime britanniche verso l'Egitto, il Canale di Suez e l'India. 
Il Cancelliere dello Scacchiere Lloyd George nelle sue memorie descrive la situazione così come la percepì:
(Lloyd George, p. 49)
Lloyd George, dopo essersi imposto all'attenzione della politica interna, propose così al ministro degli Esteri Grey di far sentire la propria presenza all'estero. Nel famoso discorso alla Mansion House a Londra del 21 luglio 1911, Lloyd George fu così autorizzato da Asquith e Grey a dichiarare:
(Lloyd George, p. 50)
Fu la prima esplicita dichiarazione di un ministro britannico che il suo Paese, se necessario, avrebbe combattuto a fianco della Francia.
Il visconte liberale John Morley, Segretario di Stato per l'India, definì il discorso una ingiustificata provocazione nei confronti della Germania. Robert Threshie Reid, conte di Loreburn (1846-1923), Lord Cancelliere, supplicò Grey di assumere una posizione non-interventista e di sconfessare il discorso. Più tardi, nello stesso anno, ci furono ulteriori prese di posizione contro Grey che non ebbero successo. Il discorso fu interpretato come un avvertimento che non poteva portare a un accordo ragionevole tra Francia e Germania.
Ma non tutti gli inglesi si sentivano coinvolti nella prospettiva di una guerra in difesa degli interessi francesi. Scrivendo sul The Guardian, il direttore del The Economist, Francis Hirst, definiva «stravagante» immaginare un ministro inglese «che chiede a milioni di suoi innocenti concittadini di sacrificare la loro vita per una disputa continentale di cui non sanno niente e di cui non si curano minimamente». Il The Nation, infine, accusò Grey di portare il Paese «sull'orlo di un conflitto […] per interessi non britannici» e di sottoporlo a «un tormentoso ricatto da parte delle potenze associate».

### L'apice della crisi

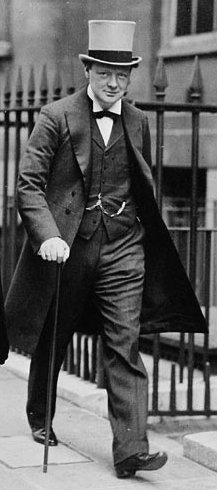
Winston Churchill l'anno dopo la Crisi di Agadir.

Winston Churchill, allora ministro degli Interni, testimonia l'acuirsi della tensione internazionale: «Quattro giorni dopo [il discorso del 21 luglio], verso le 17,30, stavo passeggiando con Lloyd George davanti a Buckingham Palace quando un messo di sir Edward Grey ci raggiunse veloce con la preghiera di recarsi subito da lui. […] Recatici in tutta fretta ai Comuni, salimmo subito nello studio di Sir Edward Grey che ci accolse con queste parole: “Ho ricevuto in questo momento una comunicazione così grave dall'ambasciatore di Germania da farmi temere la possibilità di un attacco improvviso contro la flotta”».
L'ambasciatore tedesco a Londra Paul Metternich aveva dichiarato a Grey che dopo il discorso di Lloyd George, il suo governo non poteva fornire ulteriori spiegazioni, e assumendo quindi un tono sempre più aspro aveva aggiunto che se la Francia si ostinava a respingere la mano che le stendeva l'imperatore, la Germania sarebbe stata costretta a tutelare «con tutti i mezzi» la sua dignità e i suoi diritti. Ricorda Churchill: «Di lì a poco, fra le antenne radiotelegrafiche dell'Ammiragliato e gli alberi delle navi lontane venivano scambiate nell'aria poche frasi in un freddo e calmo stile burocratico che accennavano […] a un pericolo mortale che sovrastava quelle stesse navi, e il Paese intero».
Allertata, la flotta inglese non si dimostrò in grado di organizzare la difesa. Le unità da battaglia erano a corto di carbone, le navi carboniere erano trattenute a Cardiff da uno sciopero di minatori, gli equipaggi erano in libera uscita di quattro giorni e le misure anti-torpediniere non erano state prese. La Kaiserliche Marine (la flotta tedesca) era in mare già da quattro giorni, e nessuno all'Ammiragliato sembrava aver idea di dove fosse. Si dovette così in gran fretta improvvisare delle misure d'emergenza. Seguì una mobilitazione di prova e l'imposizione di un divieto di ferie per i militari, nonché ulteriori acquisti di carbone e la ricerca dei movimenti delle navi da guerra tedesche nel Mare del Nord.
La reazione dei governi francese e britannico che interpretarono l'invio della Panther in Marocco come una minaccia militare, si tradusse in preoccupazione sui mercati finanziari, soprattutto in quelli tedeschi.
Gli effetti di questa crisi portarono a un calo della fiducia degli investitori che iniziarono a ritirare capitali dai mercati finanziari tedeschi, portando a un calo dei titoli e delle azioni delle principali industrie. Il mercato azionario crollò del 30% in un solo giorno. Il pubblico cominciò a cambiare le banconote in oro e ci fu una corsa agli sportelli bancari. La Reichsbank perse un quinto delle sue risorse auree in un mese. La Germania, soggetta a questa pressione economica e alla possibilità di essere cacciata dal sistema aureo, cominciò a cercare un compromesso con la Francia.

### L'avvertimento anglo-francese
Di fronte a tali eventi, gli alleati della Germania, cioè l'Italia e l'Austria-Ungheria, nel timore di una guerra non sostennero diplomaticamente la causa tedesca.
I francesi, intanto, erano riusciti a decifrare il codice segreto tedesco e vennero a conoscenza delle trattative segrete che il loro primo ministro, Caillaux, intratteneva con la Germania, mentre a Berlino, un'ondata di panico in Borsa, che si disse provocata dal ritiro dei fondi britannici e francesi, cominciava a rendere più conciliante l'atteggiamento tedesco. Poi, i tedeschi furono informati che nel caso non avessero ridimensionato la richiesta del Congo francese, una cannoniera francese, seguita da una inglese, sarebbe stata inviata ad Agadir. Questo mandò Guglielmo II su tutte le furie:
(Balfour, p. 415)

### Gli accordi diplomatici

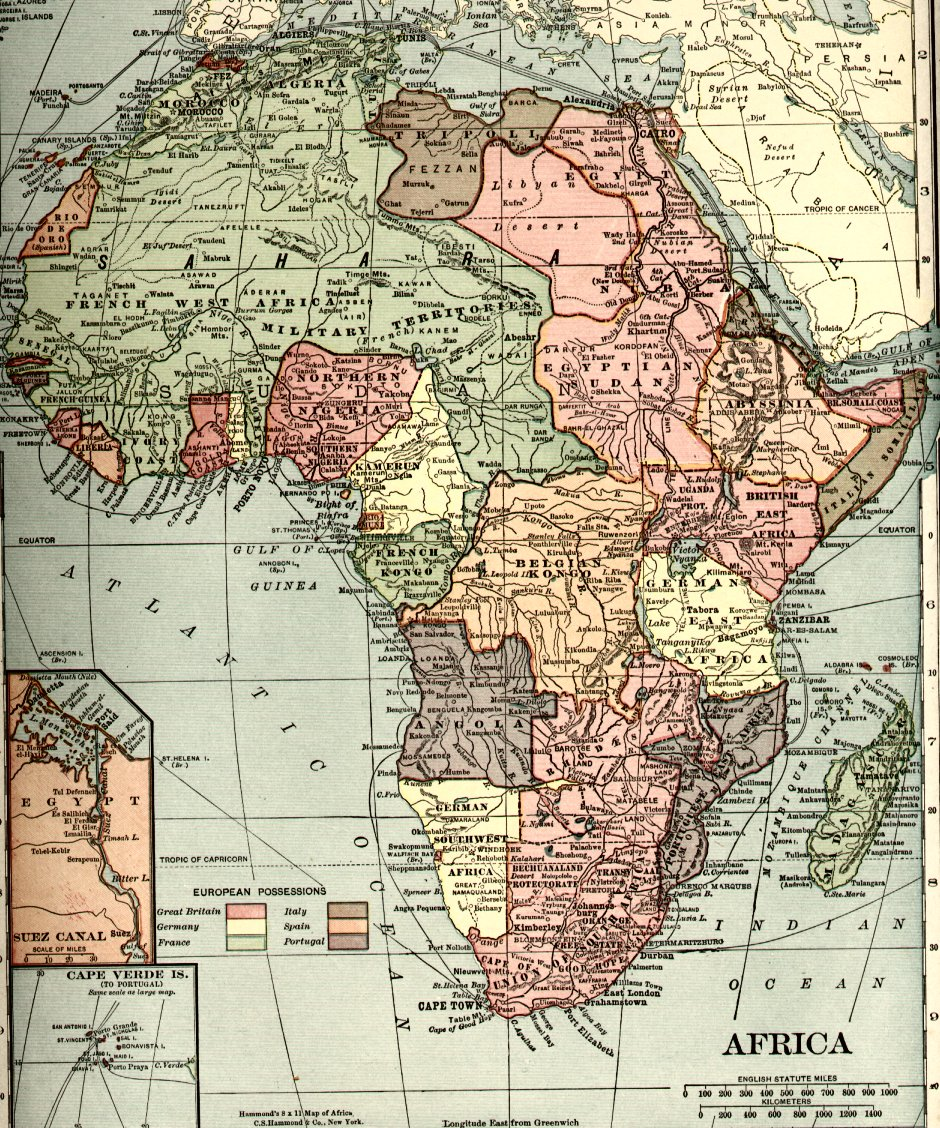
L'Africa dopo la crisi di Agadir, con il Marocco assegnato alla Francia (in verde) e il Camerun tedesco (in giallo) ingrandito del Neukamerun.

Ovviamente i negoziati non furono interrotti. Anzi, a poco a poco, i tedeschi si resero conto che dovevano ridurre le loro pretese, e i francesi che dovevano rendere possibile una dignitosa ritirata. Così il 4 novembre 1911 venne finalmente firmato il trattato Marocco-Congo in base al quale la Francia aveva mano libera in Marocco, e la Germania, al costo di una zona insignificante nel nord-est del Camerun tedesco, riceveva dai francesi due strisce di terra utili al commercio: una lungo il fiume Congo e l'altra lungo il fiume Ubangi. I nuovi territori costituirono il cosiddetto Neukamerun. Solo allora la cannoniera Panther salpò da Agadir. 
L'accordo in realtà non appagò né la Francia né la Germania. Di lì a poco, a causa di esso, cadeva a Parigi il governo Caillaux, e a Berlino il sottosegretario alle colonie Friedrich von Lindequist, che aveva negoziato per la Germania, fu costretto a dimettersi davanti agli attacchi dei nazionalisti.
Scrive Lloyd George nelle sue memorie: «Kiderlen qualificò il mio discorso, parlando con l'ambasciatore austriaco a Berlino, come un “bluff colossale ed ingiusto”. La verità è che non era affatto un bluff e se, in un certo mese di luglio di tre anni più tardi, noi avessimo fatto una dichiarazione egualmente esplicita sull'attitudine che avremmo preso, è assai probabile che per la seconda volta il pericolo di cadere sconsideratamente in una terribile guerra sarebbe stato evitato».
Fu così che il 30 marzo 1912 la Francia e il Sultanato del Marocco siglarono il Trattato di Fès, attraverso il quale fu instaurato un protettorato francese in Marocco che pose fine all'indipendenza dello Stato africano.

## Le conseguenze
Il prestigio del sovrano alawita Mulay Abd al-Hafiz fu gravemente compromesso, perché le élite politiche marocchine lo accusarono di aver ceduto il sultanato marocchino alla Francia. Questo discredito ebbe un effetto dannoso sulla coesione interna del Marocco e portò ai moti di Fès del 1912, durante i quali la città fu saccheggiata e molti europei furono massacrati.
In Germania la stampa nazionalista e l'opinione pubblica accolse con disappunto il Trattato Marocco-Congo che fu paragonato alla sconfitta diplomatica prussiana del Trattato di Olmütz. La seconda crisi marocchina rivelò quindi non solo l'isolamento della Germania in politica estera, ma anche la perdita di credibilità delle autorità tedesche in patria.
Il primo ministro francese successivo a Caillaux, Raymond Poincaré fece un'osservazione: «ogni volta che abbiamo adottato un approccio conciliante con la Germania, essa ne ha abusato; quando invece abbiamo mostrato fermezza, ha ceduto».
Lo storico statunitense Raymond James Sontag (1897–1972) sostenne nel 1933 che si trattava di una commedia degli errori che divenne un tragico preludio alla prima guerra mondiale: «La crisi sembrò ridicola: la sua origine oscura, le questioni in gioco, la condotta degli attori, in effetti lo erano. Ma i risultati furono tragici. Le tensioni tra Francia e Germania e tra Germania e Gran Bretagna  aumentarono; la corsa agli armamenti ricevette nuovo impulso; e la convinzione che una guerra fosse inevitabile si diffuse nella classe dirigente d'Europa».

### La guerra italo-turca

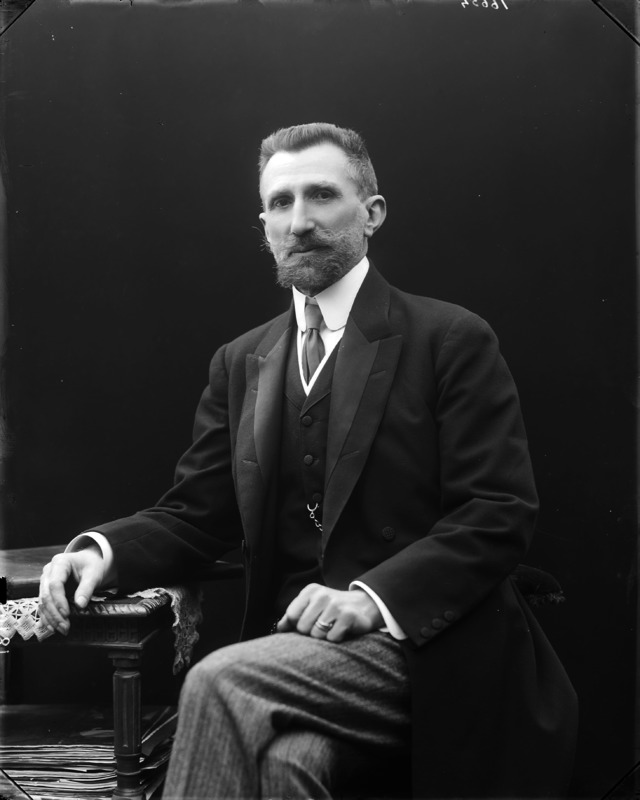
L'ambasciatore francese a Roma Camille Barrère.

La conseguenza immediata più grave del successo francese nella crisi di Agadir fu, senza dubbio, l'avvio da parte dell'Italia del percorso politico e militare che porterà alla guerra italo-turca del 1911. Già dal dicembre del 1900, infatti, Italia e Francia si erano accordate, nelle figure del ministro degli esteri italiano Emilio Visconti Venosta e dell'ambasciatore francese Camille Barrère, a riconoscere le rispettive sfere d'influenza in Africa settentrionale: il Marocco per la Francia e la Tripolitania (l'attuale Libia) per l'Italia.
Tale accordo fu perfezionato qualche anno dopo, nel 1902, con una intesa che portava la firma, dello stesso Barrère e del ministro degli Esteri Giulio Prinetti. Negli stessi anni l'Italia stipulava intese e accordi sullo stesso tema anche con la Gran Bretagna, la Russia, l'Austria e la Germania. Quando si delineò, quindi, il successo politico francese nella crisi di Agadir, che sostanzialmente assegnava alla sfera d'influenza della Francia il Marocco, l'Italia, in virtù del patto del 1900, si sentì autorizzata a fare altrettanto con la Tripolitania, che apparteneva però a tutti gli effetti all'Impero ottomano.
Qualche giorno prima dello scoppio della guerra italo-turca, il 22 settembre 1911, nonostante la Francia stesse ancora gestendo le fasi finali della crisi di Agadir, il ministro degli esteri Justin de Selves (1848-1934) assicurò l'appoggio incondizionato della Francia a un'eventuale azione dell'Italia in Tripolitania e perfino che la Francia non avrebbe rinnovato il prestito alla Turchia fin quando la questione della Tripolitania non si fosse risolta. Questo fu, tuttavia, da parte della Francia, anche un tentativo di allontanare l'Italia dalla Triplice alleanza con Germania e Austria.

### Esplicative
1. ↑  L'azione francese allarmò, tuttavia, la Spagna che, vedendo i propri interessi minacciati dalla presenza militare francese, il 5 giugno allertò le proprie truppe per occupare Larache e Ksar El Kebir. (Vedi Clark, p. 219)
2. ↑  Dipinto di Philip Alexius de László.
3. ↑  All'epoca c'erano quattro cittadini tedeschi nella valle del Souss, compresi i rappresentanti della società Mannesmann. (Vedi Colling, p. 339)
4. ↑  Il re si diverte! (in francese). Guglielmo II cita il titolo di un dramma di Victor Hugo per descrivere l'imbarazzo di trovarsi in crociera mentre in Germania saliva la tensione per la crisi.
5. ↑  Lloyd George si riferisce al trattato anglo-francese dell'Entente Cordiale che tuttavia non prevedeva una vera e propria alleanza difensiva fra Gran Bretagna e Francia.
6. ↑  Le misure contro le piccole torpediniere, navi veloci siluranti.
7. ↑  Tale territorio fu denominato "Becco d'anatra" (in tedesco "Entenschnabel") o "Alto Camerun" ed era situato a sud-est di Fort Lamy (oggi situato nel Ciad).
8. ↑  Quest'area di 275000 km² era per lo più paludosa (dove la malattia del sonno era diffusa). Nel corso della prima guerra mondiale tornò in mano alla Francia nel 1916.
9. ↑  Il riferimento è alla prima guerra mondiale
10. ↑  Qualche mese dopo, il 27 novembre 1912, Spagna e Francia siglarono un trattato con il quale alla Spagna fu concessa formalmente un'area d'influenza (zone d'influence espagnole): a nord la zona costiera del Mediterraneo e i Monti del Rif; a sud la fascia della provincia di Tarfaya. La Spagna stabilì su questi nuovi territori il protettorato spagnolo del Marocco, con Tétouan come capitale.

### Bibliografiche
1. ↑  Guglielmo II, pp. 96-97.
2. ↑  Balfour, pp. 407-408.
3. ↑  Balfour, p. 409.
4. ↑   Emile Mauchamp, su memoireafriquedunord.net. URL consultato il 29 dicembre 2024.
5. ↑  Dunn, pp. 31-48.
6. ↑   Bulletin de la Société de géographie commerciale de Paris, su gallica.bnf.fr. URL consultato il 29 dicembre 2024.
7. ↑  Balfour, pp. 409-410.
8. ↑  Clark, pp. 222-223.
9. ↑  Guglielmo II, pp. 126-127.
10. ↑  Guglielmo II, p. 127.
11. ↑  Balfour, p. 410.
12. ↑  Wesseling, p. 502.
13. ↑  Fay, pp. 278-284.
14. ↑  Wesseling, p. 499.
15. ↑  Mann, p. 401.
16. ↑   Vorwärts: 4.7.1911, Nr. 153, Jahrgang: 28, su deutsche-digitale-bibliothek.de. URL consultato il 29 dicembre 2024.
17. ↑   Chronik der deutschen Sozialdemokratie, su library.fes.de. URL consultato il 29 dicembre 2024 (archiviato dall'url originale il 7 dicembre 2024).
18. ↑  Balfour, p. 411.
19. 1 2  Balfour, p. 412.
20. 1 2  Clark, p. 224.
21. ↑  Clark, p. 226.
22. ↑  Ferguson, p. 129.
23. ↑  Churchill, p. 45.
24. ↑  Churchill, pp. 45-46.
25. ↑  Balfour, p. 414.
26. ↑  Hildebrand, Röhr, Steinmetz, p. 40.
27. ↑  Ahamed, p. 43.
28. ↑  Lloyd George, p. 52.
29. ↑  Teyssier, p. 260.
30. ↑  Wernecke, p. 62.
31. ↑  Mann, pp. 542-543.
32. ↑  Sontag, p. 160.
33. ↑  Romano, p. 21.
34. ↑  Romano, pp. 21-23.
35. ↑  Romano, pp. 196-197.